# Julius Ludolf
Julius Ludolf (ur. 26 marca 1893 w Hamburgu, zm. 28 maja 1947 w Landsbergu) – zbrodniarz hitlerowski, komendant kilku podobozów w kompleksie obozowym Mauthausen-Gusen oraz SS-Obersturmführer.
Członek Waffen-SS od 6 stycznia 1940. W tym samym dniu skierowano do służby w Mauthausen, gdzie był kolejno komendantem podobozów (Lagerführerem): Loiblpass (do sierpnia 1943), Gross-Raming (do maja 1944) i Melk (do maja 1945). Ludolf znęcał się nad więźniami i wielokrotnie brał udział w egzekucjach więźniów bądź osobiście (zwłaszcza przez rozstrzelanie i powieszenie), bądź rozkazywał ich dokonywanie (między innymi zastrzykami w serce).
Julius Ludolf został po zakończeniu wojny skazany na karę śmierci przez amerykański Trybunał Wojskowy w Dachau w procesie załogi Mauthausen-Gusen (US vs. Johann Altfuldisch i inni) i stracony przez powieszenie w więzieniu Landsberg 28 maja 1947.